# Birni N'Konni
Birni N'Konni è un comune urbano del Niger, capoluogo del dipartimento omonimo nella regione di Tahoua.
Birni N'Konni si trova vicino al confine con la Nigeria, sul fiume Kori.